# Andrew Davidson, 2. Viscount Davidson
John Andrew Davidson, 2. Viscount Davidson (* 22. Dezember 1928 in Westminster; † 20. Juli 2012), war ein britischer Peer und konservativer Politiker.

## Jugend und Erziehung
Davidson war der älteste Sohn von J. C. C. Davidson, 1. Viscount Davidson, und Frances, einer Tochter von Willoughby Dickinson, 1. Baron Dickinson. Er ging auf die Westminster School und das Pembroke College (Cambridge). Von 1947 bis 1949 absolvierte er seine Militärdienstzeit bei The Black Watch und dem 5. Battalion der King’s African Rifles.

## Politische Karriere
Davidson zog nach dem Tod seines Vaters 1970 in das House of Lords ein. Er war unter der Regierung von Margaret Thatcher und John Major Lord-in-Waiting und war von 1986 bis 1991 Captain of the Yeomen of the Guard. Er verlor seinen Sitz im House of Lords durch den House of Lords Act 1999.

## Familie
Lord Davidson war zweimal verheiratet. Er heiratete 1956 Margaret Birgitta Tochter von Cyril Henry Norton. Sie hatten vier Kinder und wurden 1974 geschieden. Seine zweite Frau war Pamela Joy, Tochter von John Vergette, die er 1975 heiratete. Die Ehe blieb kinderlos.
Viscount Davidson starb am 20. Juli 2012 im Alter von 83 Jahren. Erbe seines Titels Viscount Davidson wurde sein Bruder Malcolm William Mackenzie Davidson (* 1934).